# UTC+4:30
UTC+4:30 è un fuso orario, in anticipo di 4 ore e 30 minuti sull'UTC.

## Zone
È utilizzato nei seguenti territori:
- Afghanistan

## Geografia
UTC+4:30 fa parte delle regioni del mondo in cui il fuso orario non corrisponde a uno spostamento di un numero intero di ore rispetto all'UTC.
Il fuso orario è adottato solo in Afghanistan, paese situato a cavallo dei due fusi orari UTC+4 e UTC+5 e l'ora solare media di Kabul è abbastanza vicina a UTC+4:30 perché questo fuso ne sia la migliore approssimazione.

## Ora legale
L'Afghanistan non adotta l'ora legale.